# Honguemare-Guenouville
Honguemare-Guenouville település Franciaországban, Eure megyében. Lakosainak száma 702 fő (2022. január 1.). Honguemare-Guenouville Barneville-sur-Seine, Bosgouet, Bouquetot, Bourg-Achard, Hauville és Le Landin községekkel határos.

## Népesség
A település népességének változása:
| Lakosok száma | 414  | 477  | 613  | 585  | 658  | 684  | 696  | 710  | 707  | 702  |
|               | 1968 | 1982 | 1990 | 2006 | 2013 | 2015 | 2017 | 2019 | 2020 | 2022 |